# Кротов, Василий Андреевич
Василий Андреевич Кротов (23 декабря 1803  [4 января 1804], Томск, Тобольская губерния — 1833, Ма́точкин Шар) — исследователь Арктики, лейтенант Российского флота.

## Биография
Василий Андреевич Кротов родился 23 декабря 1803 года в городе Томск. В 1821 году окончил Морской кадетский корпус.
Согласно показанию В. А. Дивова, В. А. Кротов являлся участником кружка морских офицеров-вольнодумцев, организованного А. П. Арбузовым и А. П. и П. П. Беляевыми — «Общества Гвардейского экипажа». К следствию не привлекался и наказания не понёс.
В 1828—1830 годах — командир шхуны № 2 экспедиции лейтенанта М. В. Рейнеке по описи Белого моря. В 1832 году назначен командиром шхуны «Енисей». Одновременно возглавил один из 2 отрядов (начальник второго — П. К. Пахтусов) арктической экспедиции по поиску пути из Архангельска в Карское мореи далее к устью реки Енисей.
Должен был пройти на своей шхуне через пролив Маточкин Шар. Погиб вместе со всем экипажем при невыясненных обстоятельствах во льдах Баренцева моря близ западного устья пролива Маточкин Шар. Обломки шхуны «Енисей» были обнаружены на западном берегу Новой Земли в 1834 кормщиком И. Я. Гвоздаревым и в 1835 П. К. Пахтусовым.

### Память
В память о нём названы: шхуна Кротов и остров Кротова, а также бухта и реки (река Большая Кротова и Малая Кротова) на Новой Земле.
В честь В. А. Кротова также назван пролив Кротова (Баренцево море, Новая Земля; название проливу присвоено в 1925 году).